# Maya Vik
May-Britt Vik, conosciuta come Maya Vik (Bergen, 12 febbraio 1980), è una cantante e bassista norvegese.

## Biografia
Maya Vik è salita alla ribalta nel corso degli anni 2000 suonando in basso nei gruppi musicali norvegesi di successo Furia, Montée e Savoy. Nel 2011 ha avviato la sua carriera da solista con l'album Château Faux-Coupe, che ha debuttato alla 40ª posizione nella classifica norvegese. L'anno successivo è uscito il secondo album Bummer Gun. La cantante e musicista ha promosso la sua musica con una tournée che ha toccato, oltre alla sua nativa Norvegia, il Giappone.

## Discografia

### Album
- 2011 – Château Faux-Coupe
- 2012 – Bummer Gun

### Mixtape
- 2013 – On It (Kapow!)

### EP
- 2012 – On It
- 2014 – Lay Low

### Singoli
- 2011 – Oslo Knows
- 2012 – On It (Kapow!)
- 2012 – Bummer Gun
- 2012 – Sexy Face
- 2012 – Be for Me
- 2012 – Oh Sheila
- 2014 – Totally Right
- 2014 – Fighter
- 2015 – Y.M.D. (Young Michael Douglas)
- 2015 – Going Insane
- 2015 – Beyond the Basics
- 2016 – Spend My Time Losing You
- 2017 – Beyond
- 2017 – Ilden
- 2018 – Try Again
- 2018 – Opplevelse og kos (con Maya e Vin og Rap)
- 2018 – Hustlebot
- 2019 – Tenker tilbake/Mitt type party